# 鹿村美久
鹿村 美久（しかむら よしひさ、1884年（明治17年）5月11日 - 1939年（昭和14年）1月21日）は、日本の実業家。第2代富士瓦斯紡績社長。在任中死去した。

## 来歴・人物
現在の愛媛県宇和島市に生まれる。京北中学校を優等で卒業後、1905年に東京高等商業学校（現・一橋大学）本科を首席総代で卒業し、岩崎久弥男の知遇を得て三菱の海外研究生として、3年間欧米に遊学した。帰国後、三菱合資銀行部に入行した。豊川良平初代銀行部長の娘婿となった。
1909年に富士瓦斯紡績に入社。同社小山工場庶務主任、営業部次長を経て、1913年に川崎工場が設立されると、工場長に就任する。営業部長（1919年）。常務（1920年）を経て、1925年如水会理事。1927年には富士電力の専務となる。1930年に富士瓦斯紡績の専務に就任した。1935年には青木均一とともに資源局専門委員に就任する。1938年に富士瓦斯紡績社長となる。
東京商工会議所常議員、日満実業協会理事、全国産業団体連合会常務委員、日本工業倶楽部評議員なども務めた。1939年に病没し、従六位に叙された。告別式は青山葬儀所で行われた。性格は温厚、寡黙で、読書家として知られた。趣味は俳句、漢詩、囲碁で、俳号は菱川。

## 親族
妻の静恵は豊川良平初代三菱銀行部長の二女で、自動車技術者の豊川順彌は義弟。潔白な性格で、「七光り」などと言われるのが嫌で、三菱から退社することを条件に、豊川からの縁談を受けたとされる。

## 著作
- 『日本綿業の優越性』東京商工会議所 1934年